# Fistularia vittata
Fistularia vittata, nomen dubium, is een zeekomkommer uit de familie Holothuriidae.
De wetenschappelijke naam van de soort werd in 1775 gepubliceerd door Peter Forsskål.